# Cephas Malele
Cephas Malele (Buco-Zau, 8 gennaio 1994) è un calciatore svizzero, attaccante del Dalian Yingbo.

## Carriera

### Club
Nato a Buco-Zau, in Angola, da bambino si trasferisce con la famiglia a Zurigo, iniziando ad allenarsi nelle giovanili della squadra locale dell'Industrie Zurigo con cui gioca fino al 2005, quando si trasferisce allo Zurigo.
Durante l'estate del 2011 si trasferisce al Palermo, venendo inserito nella squadra Primavera, della quale diviene titolare. Durante la stagione 2012-2013, a causa della mancanza di attaccanti in prima squadra, Gian Piero Gasperini lo promuove. Esordisce in Serie A il 19 gennaio 2013 contro il Parma. Viene confermato per la stagione successiva.
Dopo due stagioni con il Palermo viene ceduto in prestito a diverse squadre, prima in Italia e poi in Portogallo.
Il 1º luglio 2018 viene ceduto a titolo definitivo all'Arouca, mentre l'anno seguente passa all'Oliveirense.
Nell'estate 2020 viene ingaggiato dall'Argeș Pitești, club rumeno militante nella Liga I.
Nell'agosto del 2021 passa ai sauditi dell'Al-Tai.

### Nazionale
Ha giocato nelle nazionali giovanili svizzere Under-15, Under-16, Under-17, Under-18 ed Under-19.

## Statistiche

### Presenze e reti nei club
Statistiche aggiornate al 3 dicembre 2024.
| Stagione                | Squadra                 | Campionato              | Campionato | Campionato | Coppa nazionali | Coppa nazionali | Coppa nazionali | Coppe continentali | Coppe continentali | Coppe continentali | Altre coppe | Altre coppe | Altre coppe | Totale | Totale |
| Stagione                | Squadra                 | Comp                    | Pres       | Reti       | Comp            | Pres            | Reti            | Comp               | Pres               | Reti               | Pres        | Comp        | Pres        | Reti   | Reti   |
| ----------------------- | ----------------------- | ----------------------- | ---------- | ---------- | --------------- | --------------- | --------------- | ------------------ | ------------------ | ------------------ | ----------- | ----------- | ----------- | ------ | ------ |
| 2011-2012               | Palermo                 | A                       | 0          | 0          | CI              | 0               | 0               | UEL                | -                  | -                  | -           | -           | -           | 0      | 0      |
| 2012-2013               | Palermo                 | A                       | 3          | 0          | CI              | 0               | 0               | -                  | -                  | -                  | -           | -           | -           | 3      | 0      |
| 2013-2014               | Palermo                 | B                       | 3          | 0          | CI              | 0               | 0               | -                  | -                  | -                  | -           | -           | -           | 6      | 0      |
| Totale Palermo          | Totale Palermo          | Totale Palermo          | 6          | 0          |                 | 0               | 0               |                    | -                  | -                  |             | -           | -           | 6      | 0      |
| 2014-gen. 2015          | Virtus Entella          | B                       | 13         | 0          | CI              | 2               | 0               | -                  | -                  | -                  | -           | -           | -           | 15     | 0      |
| gen.-giu. 2015          | Trapani                 | B                       | 15         | 0          | CI              | -               | -               | -                  | -                  | -                  | -           | -           | -           | 15     | 0      |
| 2015-2016               | Atlético CP             | SL                      | 40         | 9          | CP+CdL          | 0+2             | 0               | -                  | -                  | -                  | -           | -           | -           | 42     | 9      |
| 2016-gen. 2017          | Leixões                 | SL                      | 11         | 0          | CP+CdL          | 2+0             | 0               | -                  | -                  | -                  | -           | -           | -           | 13     | 0      |
| gen.-giu. 2017          | Varzim                  | SL                      | 21         | 5          | CP+CdL          | -               | -               | -                  | -                  | -                  | -           | -           | -           | 21     | 5      |
| 2017-2018               | Varzim                  | SL                      | 29         | 2          | CP+CdL          | 0               | 0               | -                  | -                  | -                  | -           | -           | -           | 29     | 2      |
| Totale Varzim           | Totale Varzim           | Totale Varzim           | 50         | 7          |                 | 0               | 0               |                    | -                  | -                  |             | -           | -           | 50     | 7      |
| 2018-2019               | Arouca                  | SL                      | 29         | 9          | CP+CdL          | 2+1             | 1+1             | -                  | -                  | -                  | -           | -           | -           | 32     | 11     |
| 2019-2020               | Oliveirense             | SL                      | 14         | 3          | CP+CdL          | 0               | 0               | -                  | -                  | -                  | -           | -           | -           | 14     | 3      |
| 2020-2021               | Argeș Pitești           | L1                      | 23+7       | 14+4       | CR              | 1               | 0               | -                  | -                  | -                  | -           | -           | -           | 31     | 18     |
| 2021-2022               | Al-Tai                  | SPL                     | 26         | 4          | KCC             | 1               | 0               | -                  | -                  | -                  | -           | -           | -           | 27     | 4      |
| 2022-mar. 2023          | CFR Cluj                | L1                      | 18         | 4          | CR              | 2               | 1               | UECL               | 8                  | 0                  | -           | -           | -           | 28     | 5      |
| 2023                    | Shanghai Shenhua        | CSL                     | 29         | 11         | CC              | 3               | 4               | -                  | -                  | -                  | -           | -           | -           | 32     | 15     |
| 2024                    | Shanghai Shenhua        | CSL                     | 26         | 16         | CC              | 3               | 2               | ACL                | 5                  | 2                  | SC          | 1           | 1           | 35     | 21     |
| Totale Shanghai Shenhua | Totale Shanghai Shenhua | Totale Shanghai Shenhua | 55         | 27         |                 | 6               | 6               |                    | 5                  | 2                  |             | 1           | 1           | 67     | 36     |
| Totale carriera         | Totale carriera         | Totale carriera         | 307        | 81         |                 | 19              | 9               |                    | 13                 | 2                  |             | 1           | 1           | 340    | 93     |

## Palmarès

### Club

#### Competizioni nazionali
- Campionato italiano di Serie B: 1

Palermo: 2013-2014
- Coppa di Cina: 1

Shanghai Shenhua: 2023
- Supercoppa di Cina: 1

Shanghai Shenhua: 2024